# Soumiya Iraoui
Soumiya Iraoui (in arabo سمية عراوي‎?; Salé, 16 marzo 1996) è una judoka marocchina.

## Palmarès
- Giochi panafricani

Rabat 2019: argento nei -52kg.
- Campionati africani

Tunisi 2018: oro nei -57kg;
Città del Capo 2019: argento nei -52kg.
- Campionati mondiali under 21

Casablanca 2016: bronzo nei -57k;
Sharm El Sheikh 2015: oro nei -57kg.